# Salvatore De Renzi
Salvatore De Renzi (Paternopoli, 19 gennaio 1800 – Napoli, 26 febbraio 1872) è stato un medico e scrittore italiano.

## Biografia

### I primi passi
Salvatore de Renzi nasce a Paternopoli (nell'allora provincia di Principato Ultra) il 19 gennaio 1800 da Donato e Maria Rosaria del Grosso.
A causa di difficoltà economiche, interrompe gli studi ma, grazie all'aiuto di uno zio arciprete, Giuseppe De Renzi, si reca a Napoli per studiare medicina all'Università degli studi di Napoli Federico II (sino al 1987 semplicemente Università degli studi di Napoli), mostrando una prontezza, una capacità ed un particolare interesse per questa scienza.
Nel gennaio del 1821, vincendo il concorso per ufficiale sanitario di terra, presta servizio nelle ambulanze di Guglielmo Pepe.
Dopo la laurea partecipa al concorso per il posto di aiuto della clinica medica dell'Università degli Studi di Napoli Federico II, arrivando primo, ma, a causa di una denuncia per aver preso parte ai movimenti politici del 1820, viene destituito da tale incarico.
È costretto così, fino al 1830, ad una vita, ancora una volta, piena di sacrifici e di amarezze.
Inizia quindi l'attività professionale presso l'Ospedale S. Giuseppe e S. Lucia, dove nel 1824 viene nominato "istruttore dei ciechi", modesto incarico che gli dà, però, l'occasione per pubblicare due importanti scritti di carattere psicologico: "Sull'indole morale dei ciechi" e "Lettera al dott. Guilliè sull'indole morale dei ciechi"

### Gli anni dello studio e della ricerca
Per superare questo stato di inopia, Salvatore De Renzi si dedica con passione agli studi e ad un intenso esercizio professionale, prodigandosi in ogni circostanza verso coloro che soffrivano la miseria e l'abbandono e mostrando subito uno spiccato senso di altruismo.
Alla base della sua arte clinica è sempre stato presente un forte senso di caritatevole amore verso gli infermi.
La premessa delle sue azioni si basa sulla convinzione che tutti gli uomini sono per natura buoni, anche se, come spesso ha ripetuto:
(S.De Renzi)
A questa sua grande ricchezza umana, il De Renzi unisce una tenace capacità di studio e una rara profondità critica. Infatti oltre ai suoi impegni professionali, all'assistenza negli ospedali e all'insegnamento pubblico e privato, egli trova anche modo di rendersi un abile scrittore, producendo una notevole quantità di lavori scientifici.
Ricercatore appassionato, fa trasparire in questi suoi scritti, oltre ad una seria e meticolosa critica, anche una cosciente modestia, con la quale rifugge da conclusioni poco convincenti.
Non soltanto nel campo della scienza brilla il suo pensiero chiaro e preciso, ma anche in quello storico-politico: il tocco della sua penna ha tratteggiato gli aspetti dei più grandi avvenimenti ed i profili dei personaggi di rilievo.
Le sue idee politiche, espresse tra l'altro nel breve romanzo "I martiri americani", ostacolano però la sua carriera, che per tutti gli anni venti conosce solo scarsi progressi. In questo periodo, tuttavia, comincia a interessarsi dei problemi più rilevanti per la politica sanitaria (malattie epidemiche-infettive, statistica sanitaria, vaccinazione antivaiolosa, topografia medica), creandosi competenze ritenute molto importanti anche dal governo borbonico.
Infatti nella sua opera "Miasmi paludosi e luoghi del Regno di Napoli dove si sviluppano", egli tratta non solo la malaria, ma anche il colera e le altre affezioni epidemiche e, anche se non fornisce nuove ipotesi sulla etiologia di queste, egli delinea con più chiarezza e in maniera più analitica, il concetto di miasma e sviluppa l'idea di virus quale base di altre forme epidemiche.

### I primi impieghi e il contributo alla "Storia della Medicina Italiana"
Nel 1824 Salvatore De Renzi pubblica un lavoro che gli procura molta notorietà, su "L'istinto considerato sotto il triplice aspetto ideologico, igienico e patologico".
Dal 1831 al 1841 in poi dirige un giornale di scienze mediche di fama europea "Filiatre Sebezio" alla cui redazione rivolge molto studio e cura, soprattutto per la parte che riguarda la storia della medicina.
Inoltre regala alla scienza i suoi Pensieri di Patologia e collabora al periodico di Statistica Medica, con il quale mette in luce le evoluzioni ed i progressi della scienza medica in Europa per 40 anni.
I suoi studi di Patologia, relativi al colera, al tifo, alla malaria e ad altre malattie infettive, che il De Renzi ha definito "popolari", lo portano a distinguersi per il suo impegno nelle campagne di vaccinazione, che gli procurano l'elogio di varie società scientifiche,tra cui la Jenner's Society di Londra e l'Acadèmie des sciences di Parigi.
A lui si deve inoltre l'introduzione della pratica della vaccinazione anche negli Stati della Chiesa, merito che gli viene ufficialmente riconosciuto nel 1842 da Papa Gregorio XVI con il conferimento di una medaglia d'oro.
Dal 1826 al 1845 dà alle stampe altre numerose ed interessanti pubblicazioni.
Nel 1834 viene nominato primo medico maggiore dell'Ospedale S.Maria di Loreto in Napoli, dirigendo per molti anni il reparto clinico e promuovendo con grande impegno l'ampliamento della biblioteca annessa.
Dal 1836 in poi, dopo aver propugnato la diffusione dell'innesto vaccinico, diviene assiduo compilatore della "Biblioteca vaccinica", opera periodica iniziata nel 1808 e continuata per parecchi decenni, con l'edizione di due volumi ogni anno.
Ciò che però offre a S. De Renzi la possibilità di raggiungere le più alte vette della gloria letteraria è la pubblicazione della "Storia della Medicina Italiana", che abbraccia in 5 volumi l'evoluzione della medicina in Italia a partire dall'epoca etrusca fino alla fine del secolo XVIII. Il De Renzi qui inserisce l'evoluzione della medicina, ponendola alla base del progresso civile e politico. Alla trattazione dei primi 4 volumi egli conferisce un'impostazione marcatamente politica che sarà ancora più esplicita nel quinto volume.Quest'opera è tutt'oggi considerata un'esemplare fonte di ricerche per gli studiosi, grazie alla profondità, all'esatezza e alla chiarezza con le quali il geniale autore napoletano traccia i limiti dei periodi storici, offrendo così importantissime notizie e affermando la grandezza della storia della medicina italiana.

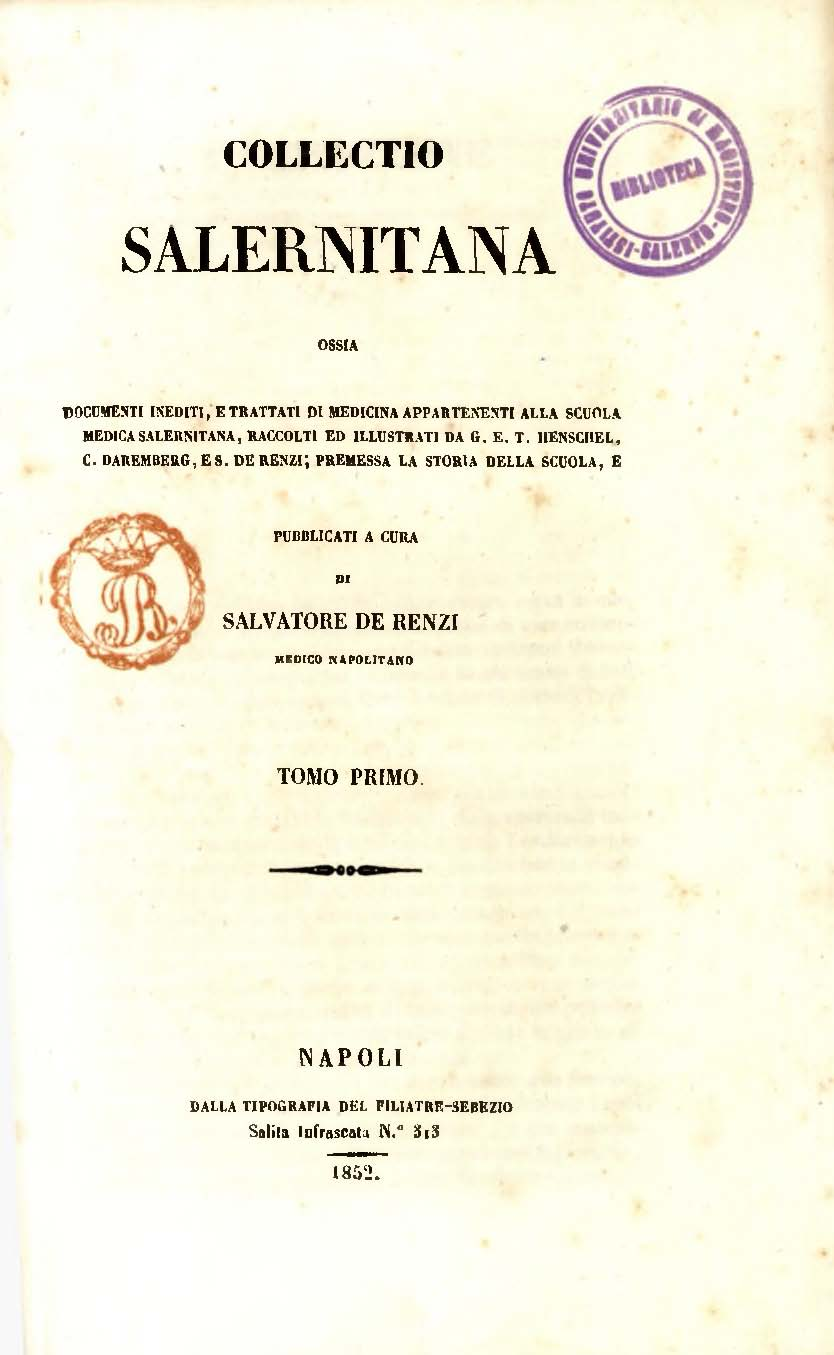
Collectio Salernitana. Tomo 1, 1852

### Gli anni della consolidata fama
Tra il 1852 e il 1859 Salvatore De Renzi crea un monumento di gloria alla celebre scuola di Salerno con la sua grande opera "Collectio Salernitana", togliendola così dall'indegno anonimato delle biblioteche e degli archivi della dotta Europa.
Diversi incarichi ricopre nel corso della sua vita scientifica. È stato infatti: socio ordinario dell'Accademia degli aspiranti naturalisti;presidente onorario della Società Medica di Bologna; socio ordinario delle Accademie Mediche di Parigi, di Strasburgo, di Rio de Janeiro; membro e segretario perpetuo del Reale Istituto Centrale Vaccinico; membro della Commissione di Statistica;Segretario del Supremo Magistero di salute; componente del Consiglio di pubblica istruzione e delegato delle province napoletane.
Ottiene la cattedra di storia della medicina all'Università degli studi di Napoli ma deve lasciare l'insegnamento nel 1869 per la salute ormai logorata dalle ricerche e dagli studi, ottenendo così l'onorariato.
La sua ultima grande fatica è la presidenza del congresso internazionale di medicina, tenutosi a Firenze nel settembre del 1869.

### Gli ultimi anni
L'amarezza del declino, causato da una salute cagionevole e da continui incidenti cardiovascolari, è confortata dalla forte consapevolezza di aver educato alle discipline della sua scuola schiere di giovani medici degni di diventare grandi 

Quale e quanta sia stata la sua operosità, lo si può ricavare dal giudizio che il tedesco Haeser esprime nei suoi confronti: 
(Haeser)
Egli si spegne a Napoli il 26 febbraio 1872.

## Onorificenze
- Decorazione di cavaliere al merito civile di Francesco I, da Ferdinando II di Borbone
- Medaglia d'oro dal Sommo Pontefice Gregorio XVI
- Medaglia d'argento dall'Università di Bologna
- Premio dalla facoltà medica di Torino, proposto nel Congresso Scientifico di Pisa, dal Dott. Frank professore dell'Università di Wilma[9]

## Opere
- Collectio Salernitana ossia Documenti inediti e trattati di medicina appartenenti alla scuola medica salernitana raccolti e illustrati da G. E. T. Henschel, C. Daremberg e S. De Renzi; premessa la storia della scuola e pubblicati a cura di S. De Renzi medico napolitano, Sebezio, Napoli 1852
- Storia della Medicina Italiana (cinque volumi), tipografia del Filiatre-Sebezio, Napoli 1845-1848
- Miasmi paludosi e luoghi del regno di Napoli dove si sviluppano, Vara, Napoli 1826
- Osservazioni sul tarantismo di Puglia: prolusione accademica / recitata nell'ordinaria seduta del di 28 luglio 1832 dell'Accademia medico-chirurgica napolitana dal dottor Salvatore De Renzi , tipografia del Filiatre-Sebezio, Napoli 1832
- Osservazioni sulla indole morale dei ciechi, seguite da alcune poesie del cieco nato Paolo Sgobba e da un sunto storico del reale ospizio dei ciechi dei S.S. Giuseppe e Lucia, dai tipi dell'Osservatore medico, Napoli 1829[11]
- Osservazioni sulla topografia-medica del regno di Napoli (tre volumi), Società Tipografica, Napoli 1829-1830
- Sulle acque termo-minerali balneolane dette dei Bagnoli scoperte nel 1831 da' signori Fiorillo e De Pierno, G. Masullo, Napoli 1863
- Topografia e statistica medica della città di Napoli (dedicata all'Intendente Antonio Sancio), tipografia del Filiatre Sebezio, Napoli 1832 (opera stampata quattro volte tra il 1832 ed il 1845)
- Viaggio medico a Parigi con alcuni particolari sopra Pisa, Genova, Livorno, Marsiglia, e Lione, tipografia del Filiatre Sebezio, Napoli 1834
- Giovanni da Procida ed il Vespro Siciliano: storia del secolo decimo-terzo, Gabriele Regina, Napoli 1876
- Il secolo decimoterzo e Giovanni da Procida: studii storico morali (dodici libri), Del Vaglio, 1860
- Condizioni del popolo italiano nel Medio-Evo per ciò che riguarda il Papato, tipografia G. Nobile, Napoli 1864-1865
- Tre secoli di rivoluzioni napoletane, G. Nobile, Napoli 1866
- Napoli nell'anno 1764, ossia Documenti della carestia e della epidemia che desolarono Napoli nel 1764:preceduti dalla storia di quelle sventure, Nobile, 1868
- Napoli nell'anno 1656, D. De Pascale, Napoli 1867[5]